# Rhyssa neotropicae
Rhyssa neotropicae är en stekelart som beskrevs av Porter 2002. Rhyssa neotropicae ingår i släktet Rhyssa och familjen brokparasitsteklar. Inga underarter finns listade i Catalogue of Life.